# Caso Dorigo
Il caso Dorigo è un caso giudiziario e legislativo italiano riguardante il giudicato nel diritto penale. La vicenda concerne la revisione di una sentenza definitiva per effetto di una decisione della Corte europea (Dorigo v. Italia), che l'ha dichiarata in violazione della Convenzione europea dei diritti dell'uomo.

## Storia
L'attivista Paolo Dorigo fu condannato a tredici anni e mezzo di reclusione (richiesta del pubblico ministero: 19 anni, ridotti dalla Corte a 13 anni e 6 mesi con l'applicazione delle attenuanti generiche per incensuratezza) dalla Corte d'assise di Udine perché ritenuto responsabile dell'attentato, rivendicato dalle Brigate Rosse, compiuto nella notte fra il 2 e il 3 settembre 1993 alla base americana di Aviano, in Friuli; detta condanna poggiava sul dichiarato dei coimputati "letto", ai sensi dell'allora vigente art. 513 c.p.p., nonostante la loro mancata escussione in dibattimento. Durante la detenzione Paolo Dorigo ha sempre contestato anche duramente il sistema penitenziario e ha sempre contestato la condanna.
Il 9 settembre 1998 la Commissione europea dei diritti dell'uomo dichiarò l'illegittimità della condanna poiché violava il principio del contraddittorio di cui all'art. 6 della CEDU (Convenzione europea per la salvaguardia dei diritti dell'uomo e delle libertà fondamentali) visto che il condannato non aveva potuto interrogare i testimoni a carico, sottrattisi volontariamente al dibattimento. La decisione europea restò a lungo ineseguita: non esisteva infatti nell'ordinamento italiano un modo per eseguire le decisioni della Corte di Strasburgo in materia penale, ossia per accedere alla revisione del processo. Solo nel marzo 2006 fu scarcerato per l'intervento della Corte di Cassazione su istanza della Procura della Repubblica di Udine.
Nel 2011 la Corte Costituzionale (sentenza ripubblicata in http://www.paolodorigo.it/corte-costituzionale-sentenza-113-2011.pdf), adita dalla Corte di Appello di Bologna, emetteva sentenza che permetteva lo svolgimento del processo di revisione, all'epoca impedito dal fatto che l'attuazione delle modifiche costituzionali in materia di giusto processo era successiva alla sentenza della Commissione (poi CEDU) dei Diritti dell'Uomo del 1996.
La vicenda processuale di Paolo Dorigo risulta interessante per quanto riguarda la perizia della magistratura italiana nel trovare, mancando nel codice di procedura penale, il modo per liberare un condannato la cui sentenza penale definitiva fosse stata dichiarata, successivamente, in violazione di una convenzione internazionale. I magistrati italiani intervenuti nella vicenda processuale si trovarono davanti a un bivio: ottemperare alla procedura, cioè l'inoppugnabilità di una sentenza andata in giudicato ovverosia definitiva, o rispettare la valutazione della Corte di Strasburgo (ossia liberare un detenuto ingiustamente condannato).
Il nodo venne risolto dalla prima sezione penale della Corte di cassazione che, con la sentenza n. 2800/2007 emanata il 1º dicembre 2006, consentì di utilizzare l'art. 670 c.p.p. Per la Corte, la sentenza di condanna, benché inoppugnabile, era divenuta ineseguibile, e la ineseguibilità era discesa dalla accertata violazione della succitata Convenzione.
Tuttavia, la giurisprudenza italiana aveva adottato una soluzione simile nel Caso Bracci, con l'ordinanza di scarcerazione emanata dal Tribunale di Roma il 25 settembre 2006.
Il processo di revisione presso la corte d'appello di Bologna per il reato di associazione a delinquere con finalità di terrorismo e banda armata cominciò nel giugno 2012, con la presenza di tre testimoni a discarico. La corte d'appello confermò la condanna ma ridusse la pena a 12 anni e 4 mesi, confermata dalla Cassazione nel settembre 2016. Paolo Dorigo ha comunque riproposto la questione della non correttezza processuale, con ricorso alla CEDU attualmente pendente.

## Conseguenze
Il caso Dorigo ha stimolato l'intervento della Corte costituzionale sulle norme di revisione. Infatti, in data 30 aprile 2008 con la sentenza n. 129, la Consulta, stimolata da magistrati impegnati in altro filone del procedimento Dorigo, ha statuito la legittimità costituzionale dell'art. 630 c. 1 lett. a) c.p.p., esortando al contempo il legislatore «ad adottare i provvedimenti ritenuti più idonei, per consentire all'ordinamento di adeguarsi alle sentenze della Corte europea dei diritti dell'uomo che abbiano riscontrato, nei processi penali, violazioni ai principi sanciti dall'art. 6 della CEDU».
Un altro effetto è stata la decisione della Corte costituzionale, che con la sentenza n. 113/2011 ha rimediato de facto al vuoto normativo precedente, dichiarando incostituzionale «la mancanza un diverso caso di revisione della sentenza o del decreto penale di condanna al fine di conseguire la riapertura del processo, quando ciò sia necessario, ai sensi dell'art. 46, paragrafo 1, della Convenzione europea dei diritti umani, per conformarsi ad una sentenza definitiva della Corte europea dei diritti umani».
Quindi la corte costituzionale, con la sentenza n. 113 del 2011, ha stabilito l'illegittimità costituzionale dell'art. 630 nella parte in cui non prevede la possibilità di revisione della sentenza di condanna a seguito di un verdetto successivo della corte dei diritti dell'uomo.

## Biografia di Paolo Dorigo
Paolo Dorigo (Venezia, 24 ottobre 1959) attivista della sinistra extraparlamentare, figlio di Wladimiro e fratello maggiore di Martino e Tommaso, non era nuovo alle cronache del terrorismo gestite dalla Procura della Repubblica di Venezia, pur essendo sempre stato un militante politico pubblico in Lotta Continua dal 1973 al 1976, in Autonomia Operaia e redattore di "Controlavoro" e di "Autonomia" dal 1976 al 1982, quindi dei Comitati contro la repressione e redattore del relativo "Bollettino del coordinamento dei comitati contro la repressione" dal 1982 al 1987, e promotore della testata "Guardare Avanti!". Era stato arrestato e condannato a un anno, nel 1977, per "costruzione di ordigni incendiari" mentre era ancora minorenne, quindi era stato arrestato e assolto due volte, la prima volta scontando poco più di un anno di carcerazione preventiva nella cosiddetta "inchiesta Mastelloni" del 1985, che portò all'incarcerazione di 36 persone per associazione sovversiva, assolti nel 1985 dalla Corte d'Assise di Venezia; quindi scontò quasi due anni di carcerazione preventiva accusato di essere "capocolonna per il Veneto" dell'"Unione dei comunisti combattenti"; quest'ultimo processo si concluse con l'assoluzione nel 1992 a Roma. 
Entrambe queste vicende giudiziarie erano state gestite dal comandante in Veneto Generale Giampaolo Ganzer del Raggruppamento operativo speciale. Dorigo era però anche un noto professionista informatico sino all'arresto del 1993. 
Dorigo è anche noto in quegli anni come artista figurativo esponendo in diverse città e acquisendo la critica di vari noti storici dell'arte. Fondò e diresse nel 1990 anche l'AGAV Associazione Giovani Artisti Veneti, che si batté a Venezia per gli spazi ai giovani artisti, e in quell'epoca organizzò anche allo IUAV occupato nel 1990, la mostra "NO EXPO" oppositiva ai progetti di esposizione del Ministro De Michelis.
Nel 1991 si era sposato con una detenuta di nome Alberta Biliato, ex cellula delle Brigate Rosse, condannata all'ergastolo per l'omicidio di Giuseppe Taliercio e per aver fatto parte del commando nel rapimento del generale americano James Lee Dozier. La RAI nel 1993 contribuisce per la realizzazione del film Stato di Emergenza - Il caso Dozier. Paolo Dorigo e Alberta Biliato nel 2004 si sono separati legalmente da tale matrimonio civile con un atto consensuale. 
Dopo la fine della vicenda giudiziaria, Dorigo non ha abbandonato l'attivismo, fondando nel 2005 l'Associazione Vittime di Armi Elettroniche e Mentali, oggi nota come "Associazione contro ogni forma di controllo ed interferenza mentale e neurofisiologica"; Dorigo ha sostenuto di aver subito l'impianto di una microspia nell'orecchio e in data 13 marzo 2009 è andato in onda un breve servizio TV su Rete Veneta dove ha mostrato potenziali prove oggettive dell'impianto sottocutaneo alla giornalista Ilaria Marchiori affermando che non è l'unico italiano che ha riscontrato microchip (elettrodi) sottocutanei innestati fraudolentemente che vengono attivati in radiofrequenza.
Nel 2006 fu processato presso il Tribunale di Bologna (assistito dalla Avv.Marina Prosperi) per apologia di reato e istigazione a delinquere e assolto.
Dal 2006, si è impegnato in Slai Cobas, (dove ha fondato Federazione Autisti Operai ()nel 2008), portando diverse importanti vicende alla luce, come con le denunce che hanno portato nel 2009 all'azione giudiziaria del pm Pipeschi contro alcune ditte di appalto in Fincantieri a Venezia, e nel 2015 è stato tra i fondatori di SlaiProlCobas (), che attualmente ha un patto federativo nazionale con Slai Cobas, il sindacato diretto da Mara Malavenda e Vittorio Granillo ().
Nel 2010 l'Università di Venezia ha nominato il Comitato Scientifico relativo al Fondo Wladimiro Dorigo, comitato che è stato composto da Michela Agazzi, Alessandro Casellato e Paolo Dorigo. Ne sono seguiti due convegni
Nel 2015, la Procura di Venezia ha chiuso una pagina web del Movimento di Lotta Contro Tutte le Mafie, da lui pubblicata, con i sigilli, pagina che Dorigo ha ripubbicato senza la parte censurata (), al processo iniziato nel 2016, Dorigo, difeso dagli avvocati Valveri Massimiliano e Zanarello Emanuele del foro di Padova, ha vista chiusa la procedura, poiché il denunciante ha ritirato la querela e il processo è stato dichiarato estinto.